# The Cooper Companies
Die The Cooper Companies Inc. mit Hauptsitz in Pleasanton, Kalifornien ist ein US-amerikanisches Unternehmen in der Gesundheitsbranche.
The Cooper Companies ist weltweit einer der größten Hersteller von Kontaktlinsen, insbesondere im Segment der torischen Speziallinsen. Die Kontaktlinsen von Cooper Companies werden in sieben unternehmenseigenen Produktionsstätten gefertigt, u. a. in Rochester, Adelaide und Madrid.
Größere Vertriebszentralen des Unternehmens befinden sich im Vereinigten Königreich und in den USA.

## Struktur

### CooperVision

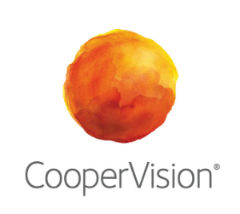
Logo von CooperVision

CooperVision ist eine Gesellschaft der Cooper Companies. Die Hälfte seiner 20 Niederlassungen ist in Europa ansässig. CooperVision beschäftigt weltweit ca. 8.600 Mitarbeiter, davon allein 2.500 in den europäischen Ländern, und unterhält sieben unternehmenseigene Produktionsstätten an internationalen Standorten. Geschäftszweck von CooperVision ist vor allem die Produktion von Kontaktlinsen.
2011 kündigte  CooperVision eine neue Markenpositionierung und visuelle Erscheinung an, welche von Siegel+Gale, einer weltweit tätigen Branding-Firma, entwickelt wurde. Dieses Rebranding gewann 2012 als eine von fünf Unternehmen den „Best of Awards“ von REBRAND. Im Jahr 2013 arbeiteten Forscher von CooperVision in Zusammenarbeit mit Linköpings Universität (Schweden), der Universität von Ottawa (Kanada), FibroGen Inc (USA) und Synsam Opticians (Schweden) an einer Studie zu künstlichen Hornhäuten. Diese Studie wurde in der Zeitschrift Science Translational Medicine veröffentlicht, außerdem hat die BBC (British Broadcasting Corporation) in einem Beitrag darüber berichtet.

### CooperSurgical
Cooper Surgical stellt verschiedene Medizinprodukte mit Schwerpunkt auf medizinische Produkte für Frauen.

## Unternehmensgeschichte
Cooper Companies Inc. wurde 1958 ursprünglich als Martin H. Smith Co. gegründet, 1967 wurde der Firmenname zu Cooper Laboratories Inc. geändert. Im Jahre 1978 kam es zu einer Reorganisierung in Cooper Laboratories, Cooper Medical Devices, Cooper Dental, Cooper International und CooperVision. CooperVision wurde 1980 als Aktiengesellschaft (Inc) eingetragen und der Börsengang erfolgte 1983. CooperVision Inc. veränderte 1987 erneut den Namen zu The Cooper Companies Inc. und untergliederte sich in 3 Geschäftsbereiche: Cooper Technicon, CooperSurgical und CooperVision.
Die Aktionäre der beiden Unternehmen The Cooper Companies und Ocular Sciences (OSI) haben am 16. November 2004 der Übernahme von OSI zugestimmt. Die Aufsichtsbehörden hatten die Zustimmung erteilt und das Abschlussdatum damit festgesetzt. Mit diesem Datum ging das Eigentum von Ocular Sciences auf den Geschäftsbereich CooperVision über. Mit der Übernahme von Ocular Sciences ist der amerikanische Kontaktlinsenhersteller CooperVision seit Beginn des Jahres 2005 auch auf dem deutschen Markt vertreten.

### Wichtige Produkte
CooperVision entwickelt, erzeugt und vermarktet weltweit eine breite Palette von Kontaktlinsen, darunter auch eine biokompatible Kontaktlinsenfamilie. Das hierfür verwendete Kontaktlinsenmaterial Omafilcon A enthält als Polymerbestandteil eine synthetische Kopie des Stoffes Phosphorylcholin, kurz PC genannt. Phosphorylcholin kommt als Molekülbestandteil in allen menschlichen, tierischen und pflanzlichen Zellen vor und findet in der Biomedizin, so z. B. in Bypässen, bereits seit geraumer Zeit Anwendung, da es als körpereigener Stoff erkannt wird.

## Soziales Engagement
CooperVision ist an verschiedenen Projekten und Stipendienprogrammen beteiligt.
Das Unternehmen vergibt ein Studien-Forschungsstipendium, welches Optometrie-Studenten ermutigen soll, sich an Kontaktlinsen-basierten Forschungsprojekten zu beteiligen.
Im Jahr 2012 spendeten The Cooper Companies, Inc. und CooperVision 100.000 Dollar an die Optometry Giving Sight World Sight Day Challenge.
CooperVision ist ein Gründungsschirmherr und Sponsor des Optometry Giving Sight, einem globalen Spenden-Programm, welches zum Ziel hat, weltweit den Zugang zu Augenuntersuchungen und Brillen zu erleichtern.
Das Unternehmen initiierte auch die One Bright Vision-Kampagne in Partnerschaft mit Optometry Giving Sight.

## Auszeichnungen
CooperVision erhielt im Jahr 2013 für die Kontaktlinsen MyDay den Preis SILMO d’Or.

## Niederlassungen in Europa
- Frankreich: Sophia Antipolis
- Deutschland: Eppertshausen
- Italien: Lainate
- Niederlande: Gorinchem
- Schweden: Stockholm
- Schweden: Mölndal
- Vereinigtes Königreich: Hamble-le-Rice, Borough of Eastleigh